# 蘇普魯尼夫
49°23′30″N 28°18′52″E / 49.39167°N 28.31444°E
蘇普魯尼夫（烏克蘭語：Супрунів），是烏克蘭的村落，位於該國西南部文尼察州，由文尼察區負責管轄，始建於1390年，面積0.14平方公里，海拔高度242米，2001年人口339，人口密度每平方公里2,354.17人。